# Надкаспійська культура
Надкаспійська культура, Прикаспійська культура, Північнокаспійська культура, Нижньоволзька культура - археологічна культура мідної доби.
Склалася на основі орловської неолітичної культури. Мідна доба Заволжя представлена прикаспійською, каспійською й алтатинською групами пам'яток.
Виділена А.Н. Мелентьєвим за матеріалами розкопок на дюнних стоянках Північного Прикаспію (Мелентьев, 1976). Над дослідженням працювали Васильєв (1981), Баринкін (1985) та Юдін (1986).
Відноситься до маріупольської культурно-історичної області.
У степовому Поволжі неолітична орловська культура на пізньому етапі свого розвитку співіснує з раннеенеолітіческой прикаспійської.

## Пам'ятки
Надкаспійська культура редставлена тільки поселенськими пам'ятками. Вісім стоянок з культурним шаром: дві з них одношарові - Зрошуюче і Озинки 2; на двох енеолітичні знахідки легко відокремлюються від наступних - Жваве, Озинки 1. Деякі були довготривалими поселеннями з товщинаою культурного шару до 1,4 м. На всіх стоянках знайдені численні кістки тварин.
Ґрунтові могильники є тільки в Правобережного лісостепі Поволжя і в пісках Надкаспію.

## Гончарство
Кераміка за всіма ознаками ідентична комплексам північного Прикаспію. У тесті глини обов'язкова домішка товченої раковини. Більшість посуду має комірцевий наплив на віночку, який виражений в різному ступені, іноді, внутрішній жолобок або ребро. Орнаментована кераміка поєднанням прочерку і гребінки, рідше зустрічаються наколи.
Кам'яні вироби переважно використовувався кварцит, його кількість варіюється від 50 до 85%. Характерне поєднання мікро- та макротехнікі.
Надкаспійська кераміка відрізн.ться від пізньоорловських за трьома основними параметрами: кераміка орнаментирована переважно гребінчастим штампом, але не наколом; переважають знаряддя з кварциту, що не характерно для неоліту; з'являються вироби з суцільною двосторонньою обробкою, повністю відсутні в попередні часи.

## Датування
У степовому Поволжі для епох неоліту і енеоліту відомо два пам'ятника, за матеріалами яких можна постежити послідовність зміни культур. Це Варфоломіївська неолітична стоянка над річкою Малий Узень і багатошарове поселення Кумиска над річкою Торгун.
На багатошарових пам'ятках - Варфоломіївка й Кумиска - простежується процес еволюції орловської неолітичної культури в ранню надкаспійську. Подібна картина спостерігається на Роздорський-I стоянці, де відзначена послідовна зміна ракушечноярської культури на нижньодінську культуру (Кіяшко В. 1994).
Верхня межа орловської культури є початковою датою надкаспійської культури. За серії каліброваних радіовуглецевих дат, палинологического і палеомагнітна визначень шару 2А Варфоломіївки вона визначається кордоном V-IV тисячоріччя до Р.Х. - початком IV тисячоріччя до Р.Х.. Це узгоджується з датою верхнього шару пізньонеолітичної стоянки Джангар в Калмикії (Кольцов, 1988) і часом появи інших культур маріупольської культурно-історичної області.
Рання стадія надкаспійської культури у Заволжї, окрім неолітичних шарів Варфоломєіївки й Кумиски, також представлений стоянками Рєзве, Орошаюче, Кузнецове-1.
У цей час формуються пам'ятки алтатинського типу, що сформувалися під впливом пізнього лісостепового неоліту, що вказує на прибулий характер населення, який залишив дані пам'ятки. Радиовуглецева дата, отримана для стоянки біля греблі Варфоломіївська водосховища: 5790 ± 80 років тому (ГІН 6554). Основна маса алтатинських пам'яток продовжувала існувати протягом усього енеолітичного періоду та, ймовірно, стала одним з компонентів при формуванні ямної культури.
Єдиним хронологічним показником є час появи в Заволжі пам'яток хвалинської культури, що датуються 3700-3300 роками до Р.Х. (Дрьомов, Юдін, 1992).
У верхній частині енеолітичного шару Кумиски присутні надкаспійська та хвалинська кераміка, що вказує на співіснування цих двох культур на якомусь часовому відрізку.